# Disembolus phanus
Disembolus phanus là một loài nhện trong họ Linyphiidae.
Loài này thuộc chi Disembolus. Disembolus phanus được Ralph Vary Chamberlin miêu tả năm 1949.